# ISO 3506
De ISO-norm 3506 beschrijft aan welke mechanische eigenschappen corrosievaste bevestigingsmaterialen (in deze norm beperkt tot plaatschroeven) moeten voldoen. ISO is de afkorting voor International Organisation for Standardization, dit betekent dat de norm op mondiaal niveau gehanteerd wordt.
De volledige benaming is op dit moment "NEN-EN-ISO 3506-4:2003 en". De normen, die soms worden aangepast, worden door het Nederlands Normalisatie-instituut bijgehouden en gepubliceerd.